# Unione Sportiva Città di Palermo 2007-2008
Questa voce raccoglie le informazioni riguardanti l'Unione Sportiva Città di Palermo nelle competizioni ufficiali della stagione 2007-2008.

## Stagione
Il nuovo allenatore per la stagione 2007-2008 è Stefano Colantuono.
L'11 settembre 2007 si è conclusa la campagna abbonamenti, che ha fatto registrare circa 19.996 tessere sottoscritte, tra rinnovi e nuovi abbonamenti.
Il campionato si apre con una sconfitta casalinga contro la Roma (0-2), ma la squadra ha modo di rifarsi contro il Livorno, che viene sconfitto per 4-2 in trasferta. La terza giornata è in casa contro il Torino e coincide col primo pareggio stagionale (1-1).
Infrasettimanale, tra la terza e la quarta giornata di campionato, arriva il primo incontro di Coppa UEFA contro i cechi del Mladá Boleslav, i quali giocano il tutto per tutto e costringono il Palermo a una prestazione mediocre: solo nel finale grazie a un'idea di Fabio Caserta, che imbecca Boško Janković il quale batte il portiere, i rosanero riescono a sbloccare la partita e a vincerla con il risultato di 0-1.
Nonostante questa fatica, il Palermo riesce anche a vincere il seguente impegno di campionato contro il Cagliari (1-0). Il trand positivo del Palermo continua anche contro il Milan, fresco Campione del Mondo, con la quale vince solo al 93' grazie a una punizione di Miccoli per il 2-1 finale. Una pesante sconfitta arriva invece nel turno successivo di campionato contro l'Empoli (3-1) nella quale il Palermo schiera molte riserve in vista del ritorno di Coppa UEFA, partita che si rivelerà una vera beffa poiché la squadra perde in casa con lo stesso risultato dell'andata (1-0) con un gol su azione viziata da fuorigioco e si fa eliminare ai calci di rigore dopo che ai supplementari il risultato non era cambiato (l'unica azione degna di nota è la traversa di Aimo Diana).
Seguiranno poi cinque pareggi consecutivi contro Reggina (1-1), Udinese (1-1), Inter (0-0), Parma (1-1) e Genoa (3-3).
Dopo la bella vittoria per 2-1 sul Napoli con doppietta di Giovanni Tedesco (unici due gol per lui in stagione), arriva una brutta sconfitta contro la Juventus (5-0 il risultato), a seguito della quale, vedendo la squadra fuori dai piazzamenti europei, il presidente Maurizio Zamparini esonererà l'allenatore Stefano Colantuono e richiamerà sulla panchina l'ex tecnico Francesco Guidolin per la quarta volta. La prima partita del nuovo tecnico è il derby contro il Catania, che sarà vinto dagli etnei per 3-1. Il Palermo avrà comunque modo di riscattarsi vincendo le partite contro Fiorentina (2-0) e Atalanta (3-1) tornando a lottare per un posto nella prossima Champions. Il 2007 termina con il pareggio per 2-2 contro la Lazio.
Dopo il ritiro invernale di Siviglia, l'anno nuovo porta ai rosanero le prime delusioni: netta sconfitta a Genova con la Sampdoria per 3-0 ed eliminazione dalla Coppa Italia ad opera dell'Udinese (0-0 al Friuli, 0-1 in Sicilia con gol dei bianconeri al 91' di Floro Flores su un'uscita indecisa di Agliardi, quando già si prospettavano i tempi supplementari). Il girone d'andata si chiude con un'altra sconfitta casalinga contro il Siena per 2-3.
Il girone di ritorno inizia con una sconfitta contro la Roma (1-0), una vittoria contro il Livorno (1-0) e una nuova sconfitta contro il Torino dei tanti ex in campo (3-1). Il Palermo in questo periodo è un'altalena e, dopo la vittoria contro il Cagliari (2-0), arriva la sconfitta contro il Milan (2-1 con gol subito al 91') e nuovamente una vittoria contro l'Empoli (2-0); seguiranno due pareggi contro Reggina (0-0) e Udinese (1-1) e due sconfitte contro Inter e Parma (entrambe le partite finite 2-1). Il Palermo non riesce a vincere più e ne segue una terza sconfitta consecutiva contro il Genoa (2-3): dopo questa partita, con la squadra al 12º posto e con una decina di punti di ritardo dalla zona UEFA, il presidente Zamparini solleva dall'incarico il tecnico Guidolin per richiamare l'iniziale tecnico della stagione Colantuono.
Il Colantuono-bis comincia nella dolorosa trasferta di Napoli contro la squadra locale, una gara che il Palermo avrebbe potuto vincere ma che perde al 90' con un gol di Marek Hamšík; in questa partita c'è da segnalare l'esordio in Serie A di Alberto Cossentino, entrato al 10' al posto di Zaccardo. La gara successiva è un trionfo inaspettato contro la Juventus per 3-2 con una doppietta di Amauri e un gol di Mattia Cassani che da quasi 30 metri gela Gianluigi Buffon ed esalta il Barbera. Seguirà un'altra importantissima vittoria per 1-0 nel derby contro il Catania, con Fabrizio Miccoli che, a tempo quasi scaduto, si conquista una punizione dal limite dell'area che lui stesso si incarica di battere. In seguito ci sarà la quarta sconfitta consecutiva fuori casa, contro la Fiorentina (1-0) e il pareggio casalingo a reti bianche contro l'Atalanta, questi risultati fanno escludere matematicamente i siciliani da una qualsiasi qualificazione alle coppe europee per la prima volta dal loro ritorno in Serie A: da segnalare gli esordi in Serie A di Luca Di Matteo ed Edgar Çani.
La successiva partita si gioca allo Stadio Olimpico di Roma contro la Lazio ed è nel segno di Amauri sia nel bene che nel male: sull'1-0 biancoceleste si fa parare il rigore da Fernando Muslera, ma nel finale si fa perdonare segnando una doppietta (questi sono i suoi ultimi gol con la maglia rosanero); la partita termina 1-2, con il Palermo che torna a vincere in trasferta (non accadeva dal dicembre 2007).
Nella 37ª giornata sono di scena Palermo e Sampdoria, ma il risultato di questa partita era poco importante, in quanto la cosa che valeva era l'Amauri day, ovvero la festa e il saluto del campione brasiliano che lascerà Palermo alla fine della stagione. Il giocatore è per l'occasione capitano, vista la contemporanea assenza di Andrea Barzagli e del suo vice Cristian Zaccardo. La partita termina 0-2.
Il Palermo conclude il campionato con il pareggio in trasferta contro il Siena (2-2), partita nella quale esordisce in Serie A Paolo Carbonaro nel finale.
Con questi risultati, il Palermo chiude all'11º posto in classifica con 47 punti totali.

## Organigramma societario
Area direttiva
- Presidente: Maurizio Zamparini
- Vice Presidente: Guglielmo Micciché
- Amministratore delegato: Rinaldo Sagramola

Area tecnica
- Direttore sportivo: Rino Foschi
- Assistenti d.s.: Antonio Schio
- Allenatore: Stefano Colantuono, poi Francesco Guidolin, poi Stefano Colantuono
- Allenatore in seconda: Gabriele Matricciani, poi Diego Bortoluzzi, poi Gabriele Matricciani
- Preparatore atletico: Marco Montesanto e Francesco Chinnici, poi Claudio Bordon, Francesco Chinnici e Adelio Diamante, poi Marco Montesanto e Francesco Chinnici
- Preparatore dei portieri: Mariano Coccia, poi Lorenzo Di Iorio, poi Mariano Coccia
- Magazzinieri: Pasquale Castellana, Paolo Minnone

Area sanitaria
- Coordinatore area sanitaria: Diego Picciotto
- Medico sociale: Roberto Matracia, Giuseppe Puleo
- Fisioterapisti: Giorgio Gasparini, Alex Mario Maggi, Ivone Michelini, Emanuele Randelli (Giorgio Gasparini non c'è con Guidolin)

## Divise e sponsor
Lo sponsor tecnico per la stagione 2007-2008 è stato Lotto, mentre lo sponsor ufficiale è stato Pramac ma solo a stagione inoltrata, in quanto a inizio anno non era presente nessun marchio sulla maglia rosanero.
| Casa | Trasferta | Terza divisa |

## Rosa
| N. |                    | Ruolo | Calciatore              |
| -- | ------------------ | ----- | ----------------------- |
| 1  | Italia (bandiera)  | P     | Federico Agliardi       |
| 2  | Italia (bandiera)  | D     | Cristian Zaccardo       |
| 3  | Italia (bandiera)  | D     | Ciro Capuano            |
| 4  | Italia (bandiera)  | C     | Giovanni Tedesco        |
| 5  | Italia (bandiera)  | C     | Davide Matteini         |
| 8  | Italia (bandiera)  | C     | Giulio Migliaccio       |
| 9  | Albania (bandiera) | A     | Edgar Çani              |
| 10 | Italia (bandiera)  | A     | Fabrizio Miccoli        |
| 11 | Brasile (bandiera) | A     | Amauri                  |
| 12 | Italia (bandiera)  | P     | Alberto Fontana         |
| 14 | Italia (bandiera)  | C     | Roberto Guana           |
| 15 | Italia (bandiera)  | D     | Paolo Hernán Dellafiore |
| 16 | Italia (bandiera)  | D     | Mattia Cassani          |
| 17 | Serbia (bandiera)  | C     | Boško Janković          |
| 18 | Italia (bandiera)  | A     | Paolo Carbonaro         |

| N. |                      | Ruolo | Calciatore              |
| -- | -------------------- | ----- | ----------------------- |
| 19 | Italia (bandiera)    | A     | Franco Brienza          |
| 20 | Italia (bandiera)    | C     | Fabio Caserta           |
| 21 | Italia (bandiera)    | D     | Giuseppe Biava          |
| 22 | Italia (bandiera)    | C     | Luca Di Matteo          |
| 23 | Australia (bandiera) | C     | Mark Bresciano          |
| 26 | Italia (bandiera)    | D     | Marco Pisano            |
| 30 | Brasile (bandiera)   | C     | Fábio Simplício         |
| 32 | Italia (bandiera)    | C     | Aimo Diana              |
| 42 | Italia (bandiera)    | D     | Federico Balzaretti     |
| 43 | Italia (bandiera)    | D     | Andrea Barzagli         |
| 53 | Italia (bandiera)    | D     | Alberto Cossentino      |
| 63 | Italia (bandiera)    | D     | Samuele Romeo           |
| 67 | Italia (bandiera)    | D     | Francesco Mirko Velardi |
| 77 | Italia (bandiera)    | D     | Leandro Rinaudo         |
| 88 | Kosovo (bandiera)    | P     | Samir Ujkani            |

## Calciomercato

### Sessione estiva
| Acquisti | Acquisti          | Acquisti   | Acquisti                      |
| R.       | Nome              | da         | Modalità                      |
| -------- | ----------------- | ---------- | ----------------------------- |
| P        | Samir Ujkani      | Anderlecht | definitivo                    |
| D        | Leandro Rinaudo   | Siena      | rientro prestito              |
| C        | Fabio Caserta     | Catania    | definitivo (3,6 milioni €)    |
| C        | Boško Janković    | Maiorca    | definitivo (6 milioni €)      |
| C        | Davide Matteini   | Empoli     | risoluzione compartecipazione |
| C        | Giulio Migliaccio | Atalanta   | definitivo (5 milioni €)      |
| A        | Fabrizio Miccoli  | Benfica    | definitivo (4,3 milioni €)    |

| Cessioni | Cessioni                | Cessioni  | Cessioni                        |
| R.       | Nome                    | a         | Modalità                        |
| -------- | ----------------------- | --------- | ------------------------------- |
| P        | Salvatore Sirigu        | Cremonese | prestito                        |
| D        | Paolo Hernán Dellafiore | Torino    | prestito                        |
| C        | Eugenio Corini          |           | svincolato                      |
| C        | Davide Matteini         | Empoli    | risoluzione compartecipazione   |
| A        | Andrea Caracciolo       | Sampdoria | compartecipazione (4 milioni €) |
| A        | David Di Michele        | Torino    | definitivo (3,8 milioni €)      |

### Sessione invernale
| Acquisti | Acquisti            | Acquisti                   | Acquisti                   |
| R.       | Nome                | da                         | Modalità                   |
| -------- | ------------------- | -------------------------- | -------------------------- |
| D        | Federico Balzaretti | Fiorentina                 | definitivo (3,8 milioni €) |
| C        | Luca Di Matteo      | Pescara                    | definitivo                 |
| A        | NINO P. CHACON      | Template:DEPORTIVO TACHIRA | CESSIONI                   |

| Cessioni | Cessioni          | Cessioni | Cessioni   |
| R.       | Nome              | a        | Modalità   |
| -------- | ----------------- | -------- | ---------- |
| D        | Gaspare Parisi    |          | svincolato |
| D        | Marco Pisano      | Torino   | prestito   |
| C        | Aimo Diana        | Torino   | definitivo |
| C        | Antonio Sposito   | Acireale | prestito   |
| C        | Mirko Velardi     | Pescara  | prestito   |
| A        | Franco Brienza    | Reggina  | prestito   |
| A        | Andrea Caracciolo | Brescia  | definitivo |

## Risultati

### Serie A

#### Girone di andata
| Arbitro: | Morganti (Ascoli Piceno) |

|  |           |                       |
|  | Marcatori | 3’ Mexès 27’ Aquilani |

| Arbitro: | Rosetti (Torino) |

|                             |           |                                         |
| F. Rossini 55’ Grandoni 74’ | Marcatori | 10’ Rinaudo 23’, 37’ Miccoli 42’ Amauri |

| Arbitro: | Bergonzi (Genova) |

|              |           |            |
| Simplício 4’ | Marcatori | 54’ Recoba |

| Arbitro: | Saccani (Mantova) |

|  |           |              |
|  | Marcatori | 15’ Zaccardo |

| Arbitro: | Farina (Novi Ligure) |

|                         |           |             |
| Diana 72’ Miccoli 90+3’ | Marcatori | 10’ Seedorf |

| Arbitro: | Orsato (Schio) |

|                                        |           |            |
| Pozzi 47’ Giovinco 82’ Vannucchi 90+1’ | Marcatori | 40’ Cavani |

| Arbitro: | Gava (Conegliano) |

|              |           |               |
| Amauri 90+4’ | Marcatori | 90+2’ Amoruso |

| Arbitro: | Stefanini (Prato) |

|             |           |            |
| Asamoah 65’ | Marcatori | 17’ Amauri |

| Palermo 28 ottobre 2007, ore 15:00 CET 9ª giornata | Palermo              | 0 – 0 referto | Inter | Stadio Renzo Barbera (33.972 spett.)\| Arbitro: \| Farina (Novi Ligure) \| |
| Arbitro:                                           | Farina (Novi Ligure) |               |       |                                                                            |

| Arbitro: | Damato (Barletta) |

|                   |           |            |
| Amauri 87’ (rig.) | Marcatori | 3’ Morrone |

| Arbitro: | Gervasoni (Mantova) |

|                                |           |                                    |
| León 59’, 66’ M. Borriello 82’ | Marcatori | 8’ Cavani 76’ Brienza 90+1’ Amauri |

| Arbitro: | Rosetti (Torino) |

|                       |           |                |
| Gio. Tedesco 57’, 67’ | Marcatori | 54’ Bogliacino |

| Arbitro: | Saccani (Mantova) |

|                                                                       |           |  |
| Trezeguet 29’ Iaquinta 41’ Del Piero 71’, 90+2’ (rig.) Marchionni 75’ | Marcatori |  |

| Arbitro: | Trefoloni (Siena) |

|                                         |           |             |
| G. Mascara 28’ Spinesi 41’ Martínez 89’ | Marcatori | 63’ Caserta |

| Arbitro: | Morganti (Ascoli Piceno) |

|                           |           |  |
| Miccoli 17’ Simplício 80’ | Marcatori |  |

| Arbitro: | Pierpaoli (Firenze) |

|             |           |                                           |
| Tissone 62’ | Marcatori | 13’ Cavani 35’ (aut.) Langella 54’ Amauri |

| Arbitro: | Orsato (Schio) |

|                          |           |                      |
| Simplício 34’ Amauri 46’ | Marcatori | 59’ Firmani 80’ Tare |

| Arbitro: | Banti (Livorno) |

|                                       |           |  |
| Bellucci 21’ Sammarco 45’ Cassano 73’ | Marcatori |  |

| Arbitro: | Dondarini (Finale Emilia) |

|                              |           |                                      |
| Amauri 4’ Miccoli 76’ (rig.) | Marcatori | 5’ Locatelli 11’ Maccarone 78’ Loria |

#### Girone di ritorno
| Arbitro: | Brighi (Cesena) |

|                |           |  |
| A. Mancini 59’ | Marcatori |  |

| Arbitro: | Bergonzi (Genova) |

|             |           |  |
| Miccoli 76’ | Marcatori |  |

| Arbitro: | Gava (Conegliano) |

|                               |           |            |
| Diana 60’ Di Michele 71’, 81’ | Marcatori | 36’ Amauri |

| Arbitro: | Morganti (Ascoli Piceno) |

|                         |           |                   |
| Cavani 23’ Janković 45’ | Marcatori | 52’ (aut.) Cavani |

| Arbitro: | Giannoccaro (Lecce) |

|                              |           |              |
| Ambrosini 25’ F. Inzaghi 91’ | Marcatori | 9’ Bresciano |

| Arbitro: | Banti (Livorno) |

|                           |           |  |
| Simplício 14’ Rinaudo 38’ | Marcatori |  |

| Reggio Calabria 2 marzo 2008, ore 15:00 26ª giornata | Reggina           | 0 – 0 referto | Palermo | Stadio Oreste Granillo (16.117 spett.)\| Arbitro: \| Damato (Barletta) \| |
| Arbitro:                                             | Damato (Barletta) |               |         |                                                                           |

| Arbitro: | Russo (Nola) |

|               |           |            |
| Simplício 32’ | Marcatori | 65’ Felipe |

| Arbitro: | De Marco (Chiavari) |

|                          |           |               |
| Vieira 5’ L. Jiménez 36’ | Marcatori | 25’ Materazzi |

| Arbitro: | Bergonzi (Genova) |

|                       |           |            |
| Budan 52’, 90’ (rig.) | Marcatori | 68’ Cavani |

| Arbitro: | Tagliavento (Terni) |

|                        |           |                                      |
| Amauri 24’ (rig.), 93’ | Marcatori | 29’ Figueroa 50’ Milanetto 61’ Konko |

| Arbitro: | Luca Banti (Livorno) |

|            |           |  |
| Hamšík 92’ | Marcatori |  |

| Arbitro: | Morganti (Ascoli Piceno) |

|                               |           |                    |
| Amauri 11’, 45+5’ Cassani 89’ | Marcatori | 52’, 71’ Del Piero |

| Arbitro: | Dondarini (Finale Emilia) |

|             |           |  |
| Miccoli 84’ | Marcatori |  |

| Arbitro: | Damato (Barletta) |

|             |           |  |
| Donadel 29’ | Marcatori |  |

| Palermo 27 aprile 2008, ore 15:00 35ª giornata | Palermo       | 0 – 0 referto | Atalanta | Stadio Renzo Barbera (23.288 spett.)\| Arbitro: \| Valeri (Roma) \| |
| Arbitro:                                       | Valeri (Roma) |               |          |                                                                     |

| Arbitro: | Marelli (Como) |

|                   |           |                 |
| Pandev 25’ (rig.) | Marcatori | 82’, 92’ Amauri |

| Arbitro: | Russo (Nola) |

|  |           |                        |
|  | Marcatori | 61’ Cassano 76’ Maggio |

| Arbitro: | Stefanini (Prato) |

|                   |           |                          |
| Maccarone 2’, 58’ | Marcatori | 24’ Janković 30’ Miccoli |

### Coppa Italia

#### Fase finale
| Udine 19 dicembre 2007, ore 15:30 CET Ottavi di finale - Andata | Udinese       | 0 – 0 referto | Palermo | Stadio Friuli\| Arbitro: \| Ciampi (Roma) \| |
| Arbitro:                                                        | Ciampi (Roma) |               |         |                                              |

| Arbitro: | Russo (Nola) |

|  |           |                  |
|  | Marcatori | 91’ Floro Flores |

### Coppa UEFA
| Arbitro: | Kinhfer |

|  |           |              |
|  | Marcatori | 91’ Janković |

| Arbitro: | Iturralde González |

|                                  |                      |                                         |
|                                  | Marcatori            | 94’ Sedláček                            |
| Cavani Barzagli Caserta Janković | Tiri di rigore 2 – 4 | Holub Matějovský Rolko Rajnoch Sedláček |

## Statistiche

### Statistiche di squadra
| Competizione | Punti | In casa | In casa | In casa | In casa | In casa | In casa | In trasferta | In trasferta | In trasferta | In trasferta | In trasferta | In trasferta | Totale | Totale | Totale | Totale | Totale | Totale | DR  |
| Competizione | Punti | G       | V       | N       | P       | Gf      | Gs      | G            | V            | N            | P            | Gf           | Gs           | G      | V      | N      | P      | Gf     | Gs     | DR  |
| ------------ | ----- | ------- | ------- | ------- | ------- | ------- | ------- | ------------ | ------------ | ------------ | ------------ | ------------ | ------------ | ------ | ------ | ------ | ------ | ------ | ------ | --- |
| Serie A      | 47    | 19      | 8       | 7       | 4       | 25      | 21      | 19           | 4            | 4            | 11           | 22           | 36           | 38     | 12     | 11     | 15     | 47     | 57     | -10 |
| Coppa Italia | -     | 1       | 0       | 1       | 0       | 0       | 0       | 1            | 0            | 0            | 1            | 0            | 1            | 2      | 0      | 1      | 1      | 0      | 1      | -1  |
| Coppa UEFA   | -     | 1       | 0       | 0       | 1       | 0       | 1       | 1            | 1            | 0            | 0            | 1            | 0            | 2      | 1      | 0      | 1      | 1      | 1      | 0   |
| Totale       | -     | 21      | 8       | 8       | 5       | 25      | 22      | 21           | 5            | 4            | 12           | 23           | 37           | 42     | 13     | 12     | 17     | 48     | 59     | -11 |

### Andamento in campionato
| Giornata  | 1  | 2  | 3 | 4 | 5 | 6 | 7 | 8 | 9 | 10 | 11 | 12 | 13 | 14 | 15 | 16 | 17 | 18 | 19 | 20 | 21 | 22 | 23 | 24 | 25 | 26 | 27 | 28 | 29 | 30 | 31 | 32 | 33 | 34 | 35 | 36 | 37 | 38 |
| --------- | -- | -- | - | - | - | - | - | - | - | -- | -- | -- | -- | -- | -- | -- | -- | -- | -- | -- | -- | -- | -- | -- | -- | -- | -- | -- | -- | -- | -- | -- | -- | -- | -- | -- | -- | -- |
| Luogo     | C  | T  | C | T | C | T | C | T | C | C  | T  | C  | T  | T  | C  | T  | C  | T  | C  | T  | C  | T  | C  | T  | C  | T  | C  | T  | T  | C  | T  | C  | C  | T  | C  | T  | C  | T  |
| Risultato | P  | V  | N | V | V | P | N | N | N | N  | N  | V  | P  | P  | V  | V  | N  | P  | P  | P  | V  | P  | V  | P  | V  | N  | N  | P  | P  | P  | P  | V  | V  | P  | N  | V  | P  | N  |
| Posizione | 17 | 10 | 9 | 7 | 5 | 6 | 6 | 5 | 9 | 9  | 8  | 7  | 8  | 11 | 9  | 7  | 7  | 8  | 10 | 9  | 9  | 10 | 8  | 10 | 10 | 9  | 8  | 9  | 11 | 12 | 13 | 12 | 10 | 10 | 10 | 10 | 10 | 11 |

Legenda:

Luogo: C = Casa; T = Trasferta. Risultato: V = Vittoria; N = Pareggio; P = Sconfitta.

### Statistiche dei giocatori[9]
Sono in corsivo i calciatori che hanno lasciato la società a stagione in corso.
| Giocatore       | Serie A  | Serie A | Serie A     | Serie A    | Coppa Italia | Coppa Italia | Coppa Italia | Coppa Italia | Coppa UEFA | Coppa UEFA | Coppa UEFA  | Coppa UEFA | Totale   | Totale | Totale      | Totale     |
| Giocatore       | Presenze | Reti    | Ammonizioni | Espulsioni | Presenze     | Reti         | Ammonizioni  | Espulsioni   | Presenze   | Reti       | Ammonizioni | Espulsioni | Presenze | Reti   | Ammonizioni | Espulsioni |
| --------------- | -------- | ------- | ----------- | ---------- | ------------ | ------------ | ------------ | ------------ | ---------- | ---------- | ----------- | ---------- | -------- | ------ | ----------- | ---------- |
| F. Agliardi     | 10       | -16     | -           | -          | 2            | -1           | -            | -            | 2          | -1         | -           | -          | 14       | -18    | -           | -          |
| Amauri          | 34       | 15      | -           | -          | 2            | 0            | -            | -            | 2          | 0          | -           | -          | 38       | 15     | -           | -          |
| F. Balzaretti   | 16       | 0       | -           | -          | -            | -            | -            | -            | -          | -          | -           | -          | 16       | 0      | -           | -          |
| A. Barzagli     | 34       | 0       | -           | -          | 2            | 0            | -            | -            | 2          | 0          | -           | -          | 38       | 0      | -           | -          |
| G. Biava        | 24       | 0       | -           | -          | 0            | 0            | 0            | 0            | 0          | 0          | 0           | 0          | 24       | 0      | 0           | 0          |
| M. Bresciano    | 26       | 1       | -           | -          | 2            | 0            | -            | -            | 2          | 0          | -           | -          | 30       | 1      | -           | -          |
| F. Brienza      | 8        | 1       | -           | -          | 0            | 0            | 0            | 0            | 1          | 0          | -           | -          | 9        | 1      | 0           | 0          |
| E. Çani         | 1        | 0       | -           | -          | -            | -            | -            | -            | -          | -          | -           | -          | 1        | 0      | -           | -          |
| C. Capuano      | 12       | 0       | -           | -          | 1            | 0            | -            | -            | 1          | 0          | -           | -          | 14       | 0      | -           | -          |
| P. Carbonaro    | 1        | 0       | -           | -          | 0            | 0            | 0            | 0            | 0          | 0          | 0           | 0          | 1        | 0      | 0           | 0          |
| F. Caserta      | 26       | 1       | -           | -          | 2            | 0            | -            | -            | 2          | 0          | -           | -          | 30       | 1      | -           | -          |
| M. Cassani      | 26       | 1       | -           | -          | 2            | 0            | -            | -            | 1          | 0          | -           | -          | 29       | 1      | -           | -          |
| E. Cavani       | 33       | 5       | -           | -          | 2            | 0            | -            | -            | 2          | 0          | -           | -          | 37       | 5      | -           | -          |
| A. Cossentino   | 1        | 0       | -           | -          | 0            | 0            | 0            | 0            | 0          | 0          | 0           | 0          | 1        | 0      | 0           | 0          |
| P. Dellafiore   | 0        | 0       | 0           | 0          | 0            | 0            | 0            | 0            | 0          | 0          | 0           | 0          | 0        | 0      | 0           | 0          |
| L. Di Matteo    | 2        | 0       | -           | -          | -            | -            | -            | -            | -          | -          | -           | -          | 2        | 0      | -           | -          |
| A. Diana        | 15       | 1       | -           | -          | 1            | 0            | -            | -            | 2          | 0          | -           | -          | 18       | 1      | -           | -          |
| Fábio Simplício | 32       | 5       | -           | -          | 2            | 0            | -            | -            | 2          | 0          | -           | -          | 36       | 5      | -           | -          |
| A. Fontana      | 30       | -41     | -           | -          | 0            | -0           | 0            | 0            | 0          | -0         | 0           | 0          | 30       | -41    | 0           | 0          |
| R. Guana        | 32       | 0       | -           | -          | 1            | 0            | -            | -            | 0          | 0          | 0           | 0          | 33       | 0      | 0           | 0          |
| B. Janković     | 26       | 2       | -           | -          | 2            | 0            | -            | -            | 2          | 1          | -           | -          | 30       | 3      | -           | -          |
| D. Matteini     | 0        | 0       | 0           | 0          | 0            | 0            | 0            | 0            | 0          | 0          | 0           | 0          | 0        | 0      | 0           | 0          |
| F. Miccoli      | 22       | 8       | -           | -          | 0            | 0            | 0            | 0            | 0          | 0          | 0           | 0          | 22       | 8      | 0           | 0          |
| G. Migliaccio   | 31       | 0       | -           | -          | 1            | 0            | -            | -            | 2          | 0          | -           | -          | 34       | 0      | -           | -          |
| M. Pisano       | 6        | 0       | -           | -          | 1            | 0            | -            | -            | 0          | 0          | 0           | 0          | 7        | 0      | 0           | 0          |
| L. Rinaudo      | 22       | 2       | -           | -          | 2            | 0            | -            | -            | 2          | 0          | -           | -          | 26       | 2      | -           | -          |
| S. Romeo        | 0        | 0       | 0           | 0          | 0            | 0            | 0            | 0            | 0          | 0          | 0           | 0          | 0        | 0      | 0           | 0          |
| G. Tedesco      | 17       | 2       | -           | -          | 2            | 0            | -            | -            | 2          | 0          | -           | -          | 21       | 2      | -           | -          |
| S. Ujkani       | 0        | -0      | 0           | 0          | 0            | -0           | 0            | 0            | 0          | -0         | 0           | 0          | 0        | -0     | 0           | 0          |
| F. Velardi      | 0        | 0       | 0           | 0          | 0            | 0            | 0            | 0            | 0          | 0          | 0           | 0          | 0        | 0      | 0           | 0          |
| C. Zaccardo     | 35       | 1       | -           | -          | 2            | 0            | -            | -            | 1          | 0          | -           | -          | 38       | 1      | -           | -          |